# Brandur Vermundsson
Brandur örvi Vermundsson (apodado el Generoso, n. 990) fue un vikingo y bóndi de Vatnsfjörður, Norður-Ísafjarðarsýsla en Islandia. Es un personaje de la saga de Laxdœla, y protagonista de su propio relato, Brands þáttr örva, que detalla un capítulo de su vida en la corte del rey Harald III de Noruega. Era hijo de Vemundur Þorgrímsson.